# Férfi 4 × 200 méteres gyorsváltó a 2017-es úszó-világbajnokságon
A 2017-es úszó-világbajnokságon a férfi 4 × 200 méteres gyorsváltó versenyszámának döntőjét Budapesten rendezték, a Duna Arénában. A győztes Nagy-Britannia váltója lett.